# قانون نيوتن الثالث
قانون نيوتن الثالث أو كما يسمى أيضًا الفعل ورد الفعل هو آخر قوانين نيوتن للحركة التي أكتشفها العالم الإنجليزي الشهير السير إسحاق نيوتن وهذا القانون له تأثير واضح على الفيزياء وتحديدًا على الميكانيكا، والبعض يعتبره أكثر قانون من قوانين نيوتن الثلاثة تواجدًا وإنتشارًا وأكثرها بساطة.

تعد آلة "مهد نيوتن" مثالًا واضحًا على قانون نيوتن الثالث، حيث أنهُ عندما تضرب الكرة الحديدية في اليمين الكرات الآخرى، تنتقل طاقتها عبر الكرات إلى الكرة في جهة اليسار، فتقوم الكرة الحديدية في اليسار برد الفعل على ذلك

وببساطة يقول هذا القانون أن: لكل قوة فعل قوة رد فعل مساوي له في المقدار ومعاكس له في الاتجاه. ومعادلته هي: {\displaystyle {\vec {F_{ab}}}={\vec {-F_{ba}}}}
يعد انتهاك هذا القانون أيضًا أمرًا مستحيلًا، وعلى سبيل المثال، أنه لا يمكن الدفع على متن سفينة شراعية عن طريق التنفس في الشراع. ومثال آخر على هذا القانون هو عندما يجر شخصً ما عربة، فالشخص يقوم هنا بفعل وتعتبر مقاومة العربة رد الفعل، وتوجد أمثلة كثيرة جدًا على هذا القانون.
يمكن ملاحظة هذا القانون عندما يسير شخص فإنه يؤثر على الأرض بقوة وتؤثر عليه الأرض بقوة أيضا لذلك كل من الأرض والشخص يؤثرون على بعضهما البعض كذلك يحدث هذا بين الطريق والسيارة، ويمكن رؤيته أيضًا عندما يكون الشخص بالماء فإنه يدفع الشخص للأمام بينما يدفع الشخص الماء للخلف فكلاهما يؤثر على بعضهما البعض.

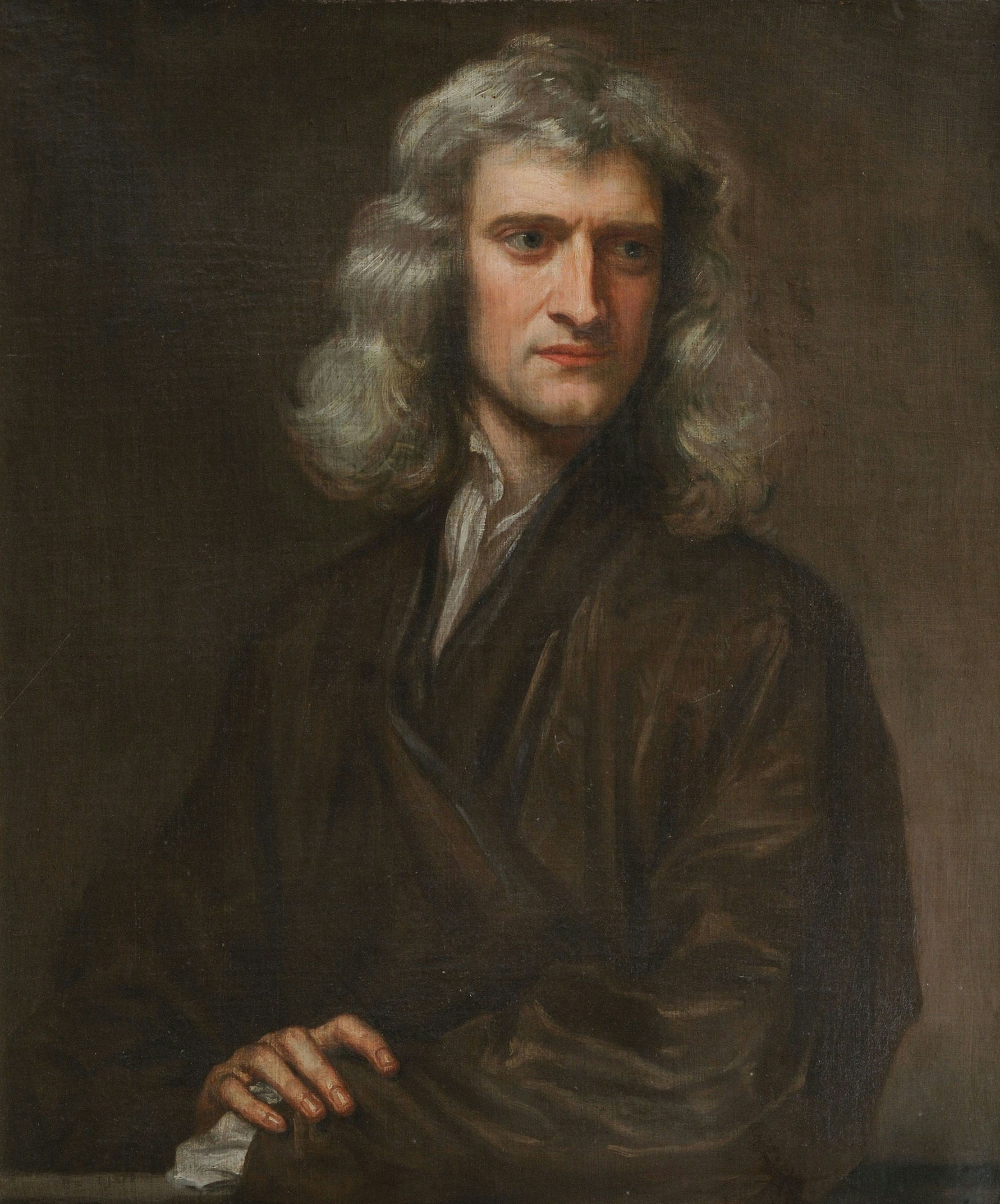
إسحاق نيوتن مكتشف القانون، والذي سمي على إسمه

## الخصائص والحالات
أدرك نيوتن أنه لا يمكن أن توجد قوة معزولة واحدة، تحدث القوى دائمًا في أزواج. وهكذا ذكر نيوتن القانون الثالث للحركة على أنهُ عندما يمارس جسم واحد قوة على جسم ثاني، فإن الجسم الثاني يمارس قوة مساوية ولكن معاكسة على الأول، وتسمى القوة التي يمارسها الجسم الأول على الثاني بقوة الفعل والقوة التي يمارسها الجسم الثاني على الأول تسمى قوة رد الفعل. يُعَبَّر عن هذا القانون أحيانًا على أنه لكل فعل رد فعل مساوٍ ومعاكس، هذه القوى لها الخصائص والحالات التالية:
أزواج الفعل ورد الفعل متساوية
ولكن في الاتجاه المعاكس، وبسبب القوة "F"، لنفترض مثلًا أن تفاحة سقطت من شجرة، تتسارع التفاحة نحو الأرض كما أن الأرض تتسارع نحو التفاحة بسبب قوة رد الفعل "F". ومع ذلك، نظرًا لأن الأرض لها كتلة ضخمة فإن تسارعها ضئيل للغاية.

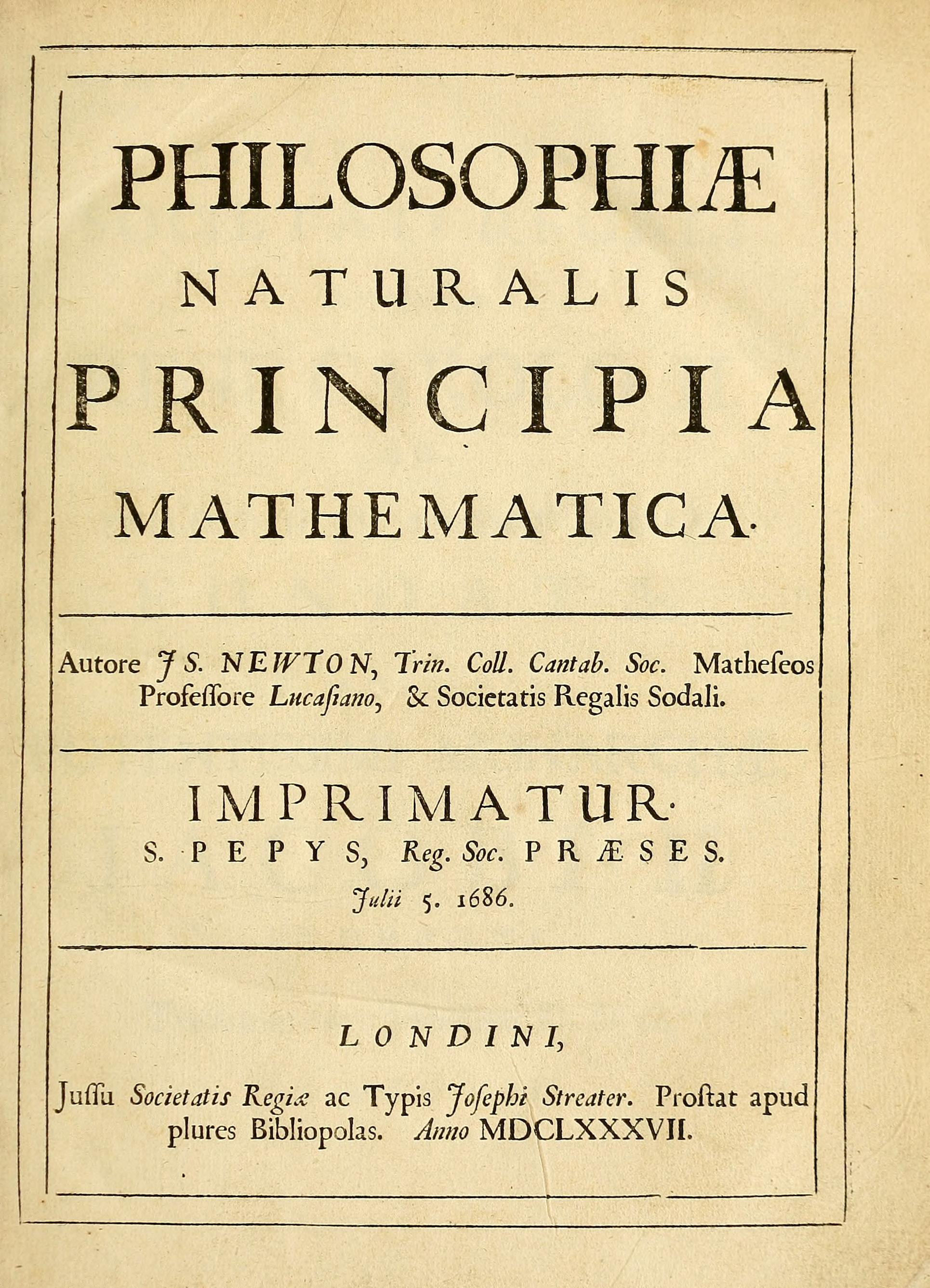
كتاب الأصول الرياضية للفلسفة الطبيعية حيث ذكر قانون نيوتن الثالث

تعمل أزواج الفعل ورد الفعل على قوة مختلفة
يمكن أن تعمل أزواج الفعل والتفاعل على كائنات مختلفة إذا كانت هناك قوتان متساويتان في الحجم ومعاكستان في الاتجاه تعملان على نفس الجسم، فإن القوتين تلغيان بعضهما البعض. ومع ذلك وعلى الرغم من أن قوى الفعل ورد الفعل متساوية في الحجم ومتعاكسة الاتجاه، إلا أنهما لا تلغيان بعضها البعض لأنهما تعملان على كائنات مختلفة، على سبيل المثال، عندما يدفع شخص يتسوق عربة بقالة بالقوة "F"، تتفاعل العربة مع المتسوق بقوة "F" أيضًا نظرًا لأن القوة "F" يعمل على العربة ويعمل "F" على المتسوق فتتحرك العربة.
أزواج الفعل ورد الفعل من نفس النوع
إما قوتان متصلتان أو قوتان ميدانيتان.
تعمل أزواج الفعل ورد الفعل في نفس الفترة الزمنية